# Lista planetelor minore/1601–1700
Aceasta este Lista planetelor minore/1601–1700; pentru a naviga prin lista completă vezi Lista planetelor minore.
Pentru ale detalii vezi și Proiect:Astronomie sau Portal:Astronomie.
| Nume              | Denumire provizorie | Data descoperirii  | Locul descoperirii      | Descoperitor(i)                  |
| ----------------- | ------------------- | ------------------ | ----------------------- | -------------------------------- |
| 1601 Patry        | 1942 KA             | 18 mai 1942        | Algiers                 | L. Boyer                         |
| 1602 Indiana      | 1950 GF             | 14 martie 1950     | Brooklyn⁠(d)             | Indiana University⁠(d)            |
| 1603 Neva         | 1926 VH             | 4 noiembrie 1926   | Crimea-Simeis⁠(d)        | G. N. Neuimin                    |
| 1604 Tombaugh     | 1931 FH             | 24 martie 1931     | Flagstaff⁠(d)            | C. O. Lampland⁠(d)                |
| 1605 Milankovitch | 1936 GA             | 13 aprilie 1936    | Uccle⁠(d)                | P. Đurković⁠(d)                   |
| 1606 Jekhovsky    | 1950 RH             | 14 septembrie 1950 | Algiers                 | L. Boyer                         |
| 1607 Mavis        | 1950 RA             | 3 septembrie 1950  | Johannesburg⁠(d)         | E. L. Johnson⁠(d)                 |
| 1608 Muñoz        | 1951 RZ             | 1 septembrie 1951  | La Plata Observatory⁠(d) | M. Itzigsohn                     |
| 1609 Brenda       | 1951 NL             | 10 iulie 1951      | Johannesburg⁠(d)         | E. L. Johnson⁠(d)                 |
| 1610 Mirnaya      | 1928 RT             | 11 septembrie 1928 | Crimea-Simeis⁠(d)        | P. F. Șain                       |
| 1611 Beyer        | 1950 DJ             | 17 februarie 1950  | Heidelberg              | K. Reinmuth                      |
| 1612 Hirose       | 1950 BJ             | 23 ianuarie 1950   | Heidelberg              | K. Reinmuth                      |
| 1613 Smiley       | 1950 SD             | 16 septembrie 1950 | Uccle⁠(d)                | S. J. Arend⁠(d)                   |
| 1614 Goldschmidt  | 1952 HA             | 18 aprilie 1952    | Uccle                   | A. Schmitt⁠(d)                    |
| 1615 Bardwell     | 1950 BW             | 28 ianuarie 1950   | Brooklyn⁠(d)             | Indiana University⁠(d)            |
| 1616 Filipoff     | 1950 EA             | 15 martie 1950     | Algiers                 | L. Boyer                         |
| 1617 Alschmitt    | 1952 FB             | 20 martie 1952     | Algiers                 | L. Boyer                         |
| 1618 Dawn         | 1948 NF             | 5 iulie 1948       | Johannesburg⁠(d)         | E. L. Johnson⁠(d)                 |
| 1619 Ueta         | 1953 TA             | 11 octombrie 1953  | Kwasan                  | T. Mitani⁠(d)                     |
| 1620 Geographos   | 1951 RA             | 14 septembrie 1951 | Palomar                 | A. G. Wilson⁠(d), R. Minkowski⁠(d) |
| 1621 Druzhba      | 1926 TM             | 1 octombrie 1926   | Crimea-Simeis⁠(d)        | S. I. Beliavskii                 |
| 1622 Chacornac    | 1952 EA             | 15 martie 1952     | Uccle⁠(d)                | A. Schmitt⁠(d)                    |
| 1623 Vivian       | 1948 PL             | 9 august 1948      | Johannesburg⁠(d)         | E. L. Johnson⁠(d)                 |
| 1624 Rabe         | 1931 TT1            | 9 octombrie 1931   | Heidelberg              | K. Reinmuth                      |
| 1625 The NORC     | 1953 RB             | 1 septembrie 1953  | Uccle⁠(d)                | S. J. Arend⁠(d)                   |
| 1626 Sadeya       | 1927 AA             | 10 ianuarie 1927   | Barcelona               | J. Comas Solá                    |
| 1627 Ivar         | 1929 SH             | 25 septembrie 1929 | Johannesburg⁠(d)         | E. Hertzsprung⁠(d)                |
| 1628 Strobel      | 1923 OG             | 11 septembrie 1923 | Heidelberg              | K. Reinmuth                      |
| 1629 Pecker       | 1952 DB             | 28 februarie 1952  | Algiers                 | L. Boyer                         |
| 1630 Milet        | 1952 DA             | 28 februarie 1952  | Algiers                 | L. Boyer                         |
| 1631 Kopff        | 1936 UC             | 11 octombrie 1936  | Turku                   | Y. Väisälä⁠(d)                    |
| 1632 Sieböhme     | 1941 DF             | 26 februarie 1941  | Heidelberg              | K. Reinmuth                      |
| 1633 Chimay       | 1929 EC             | 3 martie 1929      | Uccle⁠(d)                | S. J. Arend⁠(d)                   |
| 1634 Ndola        | 1935 QP             | 19 august 1935     | Johannesburg⁠(d)         | C. Jackson                       |
| 1635 Bohrmann     | 1924 QW             | 7 martie 1924      | Heidelberg              | K. Reinmuth                      |
| 1636 Porter       | 1950 BH             | 23 ianuarie 1950   | Heidelberg              | K. Reinmuth                      |
| 1637 Swings       | 1936 QO             | 28 august 1936     | Uccle⁠(d)                | J. Hunaerts⁠(d)                   |
| 1638 Ruanda       | 1935 JF             | 3 mai 1935         | Johannesburg⁠(d)         | C. Jackson                       |
| 1639 Bower        | 1951 RB             | 12 septembrie 1951 | Uccle⁠(d)                | S. J. Arend⁠(d)                   |
| 1640 Nemo         | 1951 QA             | 31 august 1951     | Uccle                   | S. J. Arend                      |
| 1641 Tana         | 1935 OJ             | 25 iulie 1935      | Johannesburg⁠(d)         | C. Jackson                       |
| 1642 Hill         | 1951 RU             | 4 septembrie 1951  | Heidelberg              | K. Reinmuth                      |
| 1643 Brown        | 1951 RQ             | 4 septembrie 1951  | Heidelberg              | K. Reinmuth                      |
| 1644 Rafita       | 1935 YA             | 16 decembrie 1935  | Madrid⁠(d)               | R. Carrasco                      |
| 1645 Waterfield   | 1933 OJ             | 24 iulie 1933      | Heidelberg              | K. Reinmuth                      |
| 1646 Rosseland    | 1939 BG             | 19 ianuarie 1939   | Turku                   | Y. Väisälä⁠(d)                    |
| 1647 Menelaus     | 1957 MK             | 23 iunie 1957      | Palomar                 | S. B. Nicholson                  |
| 1648 Shajna       | 1935 RF             | 5 septembrie 1935  | Crimea-Simeis⁠(d)        | P. F. Șain                       |
| 1649 Fabre        | 1951 DE             | 27 februarie 1951  | Algiers                 | L. Boyer                         |
| 1650 Heckmann     | 1937 TG             | 11 octombrie 1937  | Heidelberg              | K. Reinmuth                      |
| 1651 Behrens      | 1936 HD             | 23 aprilie 1936    | Nice                    | M. Laugier⁠(d)                    |
| 1652 Hergé        | 1953 PA             | 9 august 1953      | Uccle⁠(d)                | S. J. Arend⁠(d)                   |
| 1653 Yakhontovia  | 1937 RA             | 30 august 1937     | Crimea-Simeis⁠(d)        | G. N. Neuimin                    |
| 1654 Bojeva       | 1931 TL             | 8 octombrie 1931   | Crimea-Simeis           | P. F. Șain                       |
| 1655 Comas Solá   | 1929 WG             | 28 noiembrie 1929  | Barcelona               | J. Comas Solá                    |
| 1656 Suomi        | 1942 EC             | 11 martie 1942     | Turku                   | Y. Väisälä⁠(d)                    |
| 1657 Roemera      | 1961 EA             | 6 martie 1961      | Zimmerwald⁠(d)           | P. Wild                          |
| 1658 Innes        | 1953 NA             | 13 iulie 1953      | Johannesburg⁠(d)         | J. A. Bruwer⁠(d)                  |
| 1659 Punkaharju   | 1940 YL             | 28 decembrie 1940  | Turku                   | Y. Väisälä⁠(d)                    |
| 1660 Wood         | 1953 GA             | 7 aprilie 1953     | Johannesburg⁠(d)         | J. A. Bruwer⁠(d)                  |
| 1661 Granule      | A916 FA             | 31 martie 1916     | Heidelberg              | M. F. Wolf                       |
| 1662 Hoffmann     | A923 RB             | 11 septembrie 1923 | Heidelberg              | K. Reinmuth                      |
| 1663 van den Bos  | 1926 PE             | 4 august 1926      | Johannesburg⁠(d)         | H. E. Wood⁠(d)                    |
| 1664 Felix        | 1929 CD             | 4 februarie 1929   | Uccle⁠(d)                | E. Delporte                      |
| 1665 Gaby         | 1930 DQ             | 27 februarie 1930  | Heidelberg              | K. Reinmuth                      |
| 1666 van Gent     | 1930 OG             | 22 iulie 1930      | Johannesburg⁠(d)         | H. van Gent⁠(d)                   |
| 1667 Pels         | 1930 SY             | 16 septembrie 1930 | Johannesburg            | H. van Gent                      |
| 1668 Hanna        | 1933 OK             | 24 iulie 1933      | Heidelberg              | K. Reinmuth                      |
| 1669 Dagmar       | 1934 RS             | 7 septembrie 1934  | Heidelberg              | K. Reinmuth                      |
| 1670 Minnaert     | 1934 RZ             | 9 septembrie 1934  | Johannesburg⁠(d)         | H. van Gent⁠(d)                   |
| 1671 Chaika       | 1934 TD             | 3 octombrie 1934   | Crimea-Simeis⁠(d)        | G. N. Neuimin                    |
| 1672 Gezelle      | 1935 BD             | 29 ianuarie 1935   | Uccle⁠(d)                | E. Delporte                      |
| 1673 van Houten   | 1937 TH             | 11 octombrie 1937  | Heidelberg              | K. Reinmuth                      |
| 1674 Groeneveld   | 1938 DS             | 7 februarie 1938   | Heidelberg              | K. Reinmuth                      |
| 1675 Simonida     | 1938 FB             | 20 martie 1938     | Belgrade⁠(d)             | M. B. Protić⁠(d)                  |
| 1676 Kariba       | 1939 LC             | 15 iunie 1939      | Johannesburg⁠(d)         | C. Jackson                       |
| 1677 Tycho Brahe  | 1940 RO             | 6 septembrie 1940  | Turku                   | Y. Väisälä⁠(d)                    |
| 1678 Hveen        | 1940 YH             | 28 decembrie 1940  | Turku                   | Y. Väisälä                       |
| 1679 Nevanlinna   | 1941 FR             | 18 martie 1941     | Turku                   | L. Oterma                        |
| 1680 Per Brahe    | 1942 CH             | 12 februarie 1942  | Turku                   | L. Oterma                        |
| 1681 Steinmetz    | 1948 WE             | 23 noiembrie 1948  | Nice                    | M. Laugier⁠(d)                    |
| 1682 Karel        | 1949 PH             | 2 august 1949      | Heidelberg              | K. Reinmuth                      |
| 1683 Castafiore   | 1950 SL             | 19 septembrie 1950 | Uccle⁠(d)                | S. J. Arend⁠(d)                   |
| 1684 Iguassú      | 1951 QE             | 23 august 1951     | La Plata Observatory⁠(d) | M. Itzigsohn                     |
| 1685 Toro         | 1948 OA             | 17 iulie 1948      | Mount Hamilton⁠(d)       | C. A. Wirtanen⁠(d)                |
| 1686 De Sitter    | 1935 SR1            | 28 septembrie 1935 | Johannesburg⁠(d)         | H. van Gent⁠(d)                   |
| 1687 Glarona      | 1965 SC             | 19 septembrie 1965 | Zimmerwald⁠(d)           | P. Wild                          |
| 1688 Wilkens      | 1951 EQ1            | 3 martie 1951      | La Plata Observatory⁠(d) | M. Itzigsohn                     |
| 1689 Floris-Jan   | 1930 SO             | 16 septembrie 1930 | Johannesburg⁠(d)         | H. van Gent⁠(d)                   |
| 1690 Mayrhofer    | 1948 VB             | 8 noiembrie 1948   | Nice                    | M. Laugier⁠(d)                    |
| 1691 Oort         | 1956 RB             | 9 septembrie 1956  | Heidelberg              | K. Reinmuth                      |
| 1692 Subbotina    | 1936 QD             | 16 august 1936     | Crimea-Simeis⁠(d)        | G. N. Neuimin                    |
| 1693 Hertzsprung  | 1935 LA             | 5 mai 1935         | Johannesburg⁠(d)         | H. van Gent⁠(d)                   |
| 1694 Kaiser       | 1934 SB             | 29 septembrie 1934 | Johannesburg            | H. van Gent                      |
| 1695 Walbeck      | 1941 UO             | 15 octombrie 1941  | Turku                   | L. Oterma                        |
| 1696 Nurmela      | 1939 FF             | 18 martie 1939     | Turku                   | Y. Väisälä⁠(d)                    |
| 1697 Koskenniemi  | 1940 RM             | 8 septembrie 1940  | Turku                   | H. Alikoski⁠(d)                   |
| 1698 Christophe   | 1934 CS             | 10 februarie 1934  | Uccle⁠(d)                | E. Delporte                      |
| 1699 Honkasalo    | 1941 QD             | 26 august 1941     | Turku                   | Y. Väisälä⁠(d)                    |
| 1700 Zvezdara     | 1940 QC             | 26 august 1940     | Belgrade⁠(d)             | P. Đurković⁠(d)                   |